# Torsten Peuker
Torsten Peuker (* 1966 in Potsdam) ist ein deutscher Journalist. Seit 1. März 2017 ist er trimedialer Chefredakteur des Mitteldeutschen Rundfunks (MDR).

## Leben
Peuker arbeitet seit 1991 für den MDR. Er begann dort als Nachrichtenredakteur des Landesfunkhauses Sachsen. 1994 wechselte er in den Programmbereich Zeitgeschehen des Senders und arbeitete dort vor allem als Reporter für das ARD-Politikmagazin Fakt. Im Mai 2013 übernahm er kommissarisch die Redaktionsleitung von MDR aktuell. Er ist Autor von Dokumentationen und Reportagen für den MDR, die ARD und Arte. Als Verantwortlicher des 2011 eingerichteten trimedialen Newsdesk koordiniert Peuker die Berichterstattung in Fernsehen, Hörfunk und Neuen Medien.

## Werke
- Zusammen mit Christian Schulz: Der über Leichen geht, Links, Berlin 2004, ISBN 3-86153-332-4